# Bouzon-Gellenave
Bouzon-Gellenave (Boson e Gelanava en gascon) est une commune française située dans l'ouest du département du Gers, en région Occitanie. Sur le plan historique et culturel, la commune est dans le pays de Rivière-Basse, un territoire qui s’allonge dans la moyenne vallée de l’Adour, à l’endroit où le fleuve marque un coude entre Bigorre et Gers.
Exposée à un climat océanique altéré, elle est drainée par la Midouze, le Petit Midour et par divers autres petits cours d'eau. La commune possède un patrimoine naturel remarquable composé d'une zone naturelle d'intérêt écologique, faunistique et floristique.
Bouzon-Gellenave est une commune rurale qui compte 163 habitants en 2022, après avoir connu un pic de population de 588 habitants en 1831.  Ses habitants sont appelés les Bouzonnais ou  Bouzonnaises.
Le patrimoine architectural de la commune comprend deux  immeubles protégés au titre des monuments historiques : une maison du XVe siècle, inscrite en 1975, et la motte de Saint-Gô, inscrite en 1996.

## Géographie

### Localisation
Bouzon-Gellenave est une commune de Gascogne située dans l'Armagnac entre Aignan et Termes-d'Armagnac. Le village s'étire sur les derniers coteaux qui précèdent la plaine des Landes de Gascogne. Par beau temps, on peut apercevoir la chaîne des Pyrénées.

### Communes limitrophes
Les communes limitrophes sont Aignan, Bétous, Fustérouau, Pouydraguin, Sabazan, Sorbets et Termes-d'Armagnac.
| Sorbets           | Bétous           | Sabazan |
| Fustérouau        | Bouzon-Gellenave | Aignan  |
| Termes-d'Armagnac | Pouydraguin      |         |

### Géologie et relief
Bouzon-Gellenave se situe en zone de sismicité  2 (sismicité faible).

### Hydrographie

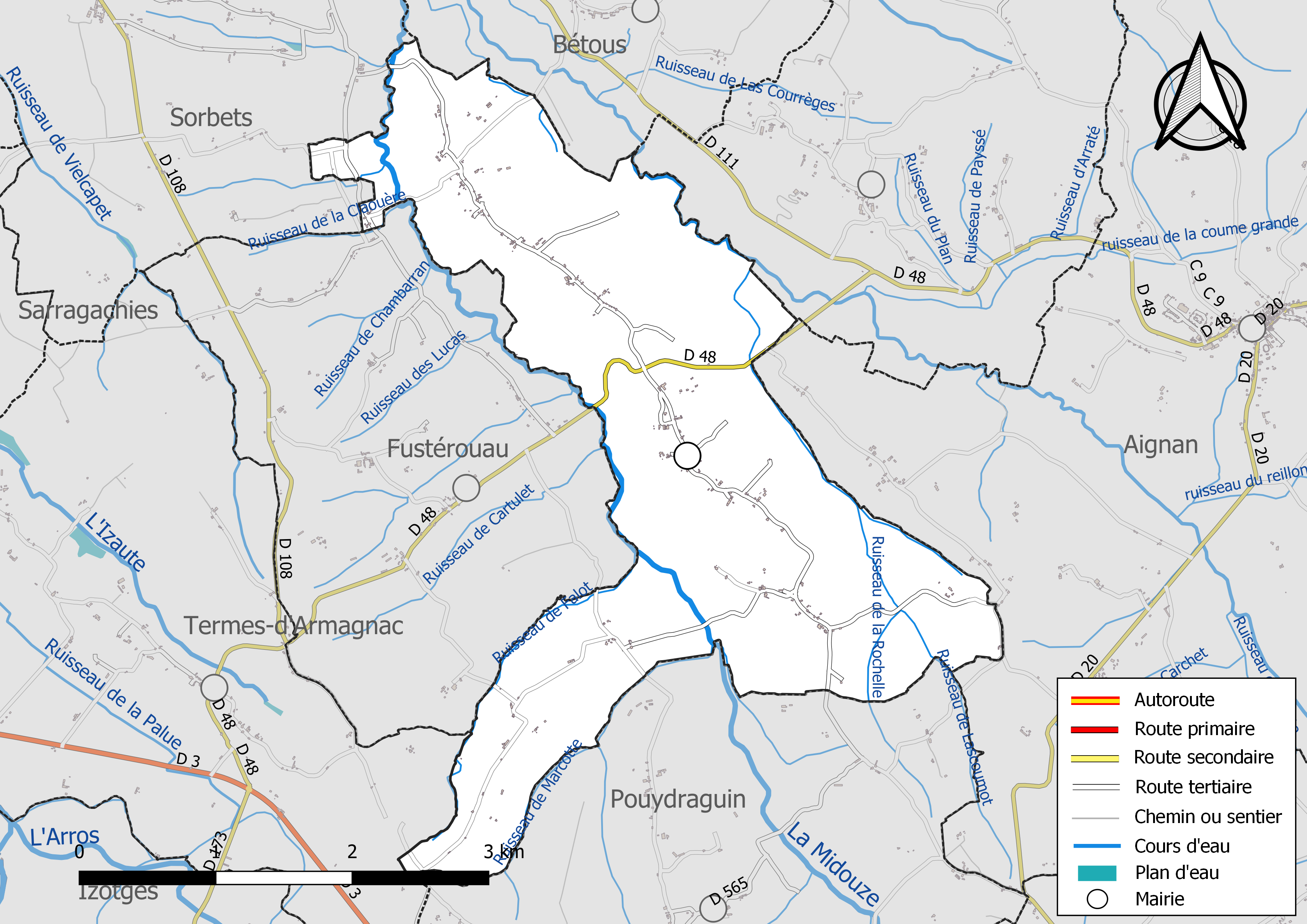
Réseaux hydrographique et routier de Bouzon-Gellenave.

La commune est dans le bassin de l'Adour, au sein du bassin hydrographique Adour-Garonne. Elle est drainée par la Midouze, le Petit Midour, le ruisseau de Cartulet, le ruisseau de Falot, le ruisseau de la Claouère, le ruisseau de la Rochelle, le ruisseau de Lascoumot, le ruisseau de Marcotte et par divers petits cours d'eau, qui constituent un réseau hydrographique de 14 km de longueur totale,.
La Midouze, d'une longueur totale de 151,5 km, prend sa source dans la commune d'Armous-et-Cau et s'écoule du sud-est vers le nord-ouest puis vers l'ouest. Elle traverse la commune et se jette dans l'Adour à Vicq-d'Auribat, après avoir traversé 46 communes.
Le Petit Midour, d'une longueur totale de 24,1 km, prend sa source dans la commune de Gazax-et-Baccarisse et s'écoule du sud-est vers le nord-ouest. Il traverse la commune et se jette dans la Midouze à Bétous, après avoir traversé 12 communes.

### Climat
Pour des articles plus généraux, voir Climat de l'Occitanie et Climat du Gers.
En 2010, le climat de la commune est de type climat océanique altéré, selon une étude s'appuyant sur une série de données couvrant la période 1971-2000. En 2020, Météo-France publie une typologie des climats de la France métropolitaine dans laquelle la commune est toujours exposée à un climat océanique altéré et est dans la région climatique Aquitaine, Gascogne, caractérisée par une pluviométrie abondante au printemps, modérée en automne, un faible ensoleillement au printemps, un été chaud (19,5 °C), des vents faibles, des brouillards fréquents en automne et en hiver et des orages fréquents en été (15 à 20 jours).
Pour la période 1971-2000, la température annuelle moyenne est de 13,2 °C, avec une amplitude thermique annuelle de 15,1 °C. Le cumul annuel moyen de précipitations est de 940 mm, avec 10,8 jours de précipitations en janvier et 7,1 jours en juillet. Pour la période 1991-2020, la température moyenne annuelle observée sur la station météorologique la plus proche, située sur la commune de Lupiac à 12 km à vol d'oiseau, est de 13,8 °C et le cumul annuel moyen de précipitations est de 879,7 mm,. Pour l'avenir, les paramètres climatiques de la commune estimés pour 2050 selon différents scénarios d'émission de gaz à effet de serre sont consultables sur un site dédié publié par Météo-France en novembre 2022.

### Milieux naturels et biodiversité

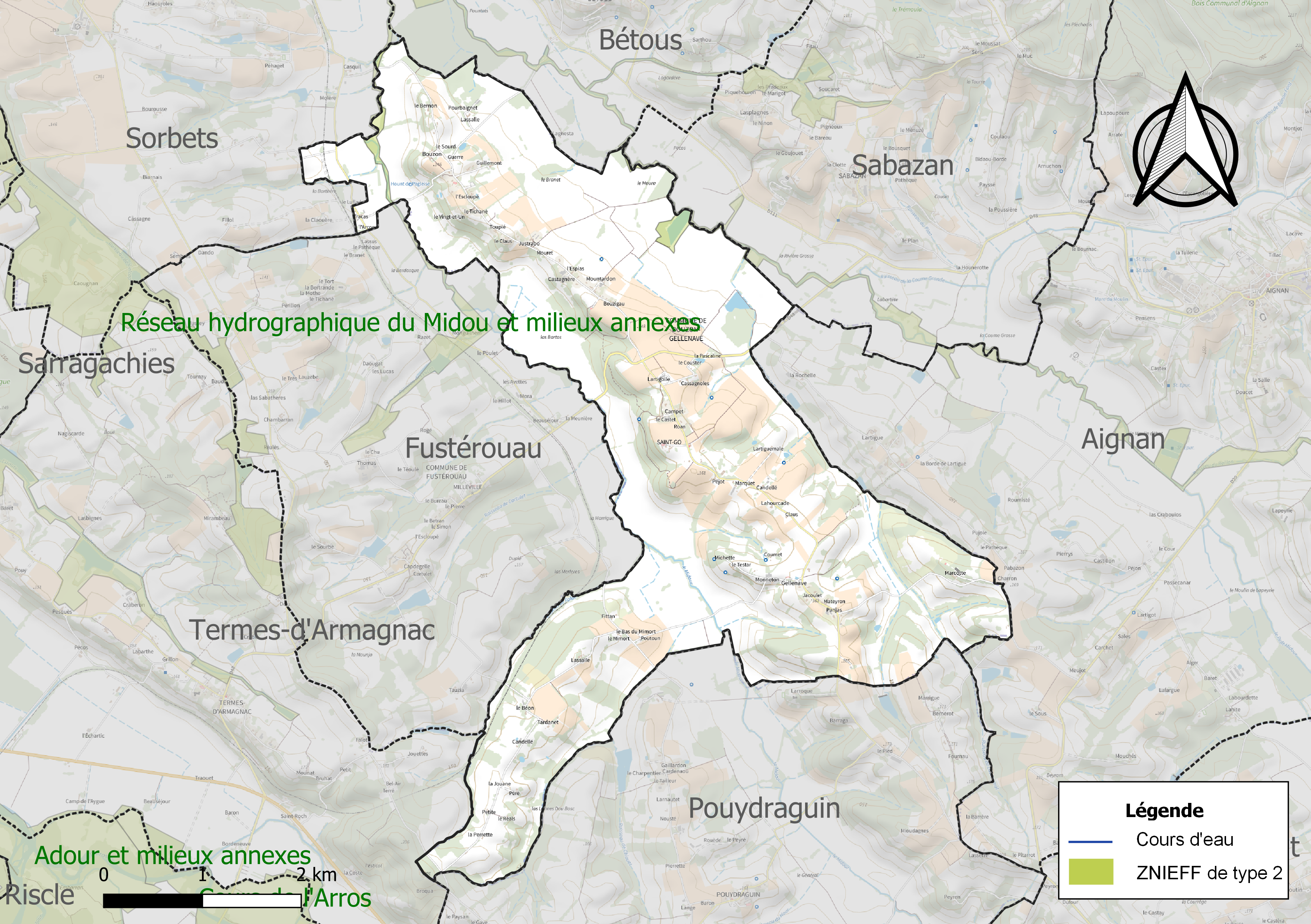
Carte de la ZNIEFF de type 2 localisée sur la commune.

L’inventaire des zones naturelles d'intérêt écologique, faunistique et floristique (ZNIEFF) a pour objectif de réaliser une couverture des zones les plus intéressantes sur le plan écologique, essentiellement dans la perspective d’améliorer la connaissance du patrimoine naturel national et de fournir aux différents décideurs un outil d’aide à la prise en compte de l’environnement dans l’aménagement du territoire.
Une ZNIEFF de type 2 est recensée sur la commune :
le « réseau hydrographique du Midou et milieux annexes » (6 344 ha), couvrant 43 communes dont 37 dans le Gers et six dans les Landes.

## Urbanisme

### Typologie
Au 1er janvier 2024, Bouzon-Gellenave est catégorisée commune rurale à habitat très dispersé, selon la nouvelle grille communale de densité à sept niveaux définie par l'Insee en 2022.
Elle est située hors unité urbaine et hors attraction des villes,.

### Occupation des sols
L'occupation des sols de la commune, telle qu'elle ressort de la base de données européenne d’occupation biophysique des sols Corine Land Cover (CLC), est marquée par l'importance des territoires agricoles (94,1 % en 2018), une proportion sensiblement équivalente à celle de 1990 (93,4 %). La répartition détaillée en 2018 est la suivante : 
zones agricoles hétérogènes (43,3 %), terres arables (36,4 %), cultures permanentes (14,4 %), forêts (5,9 %). L'évolution de l’occupation des sols de la commune et de ses infrastructures peut être observée sur les différentes représentations cartographiques du territoire : la carte de Cassini (XVIIIe siècle), la carte d'état-major (1820-1866) et les cartes ou photos aériennes de l'IGN pour la période actuelle (1950 à aujourd'hui).

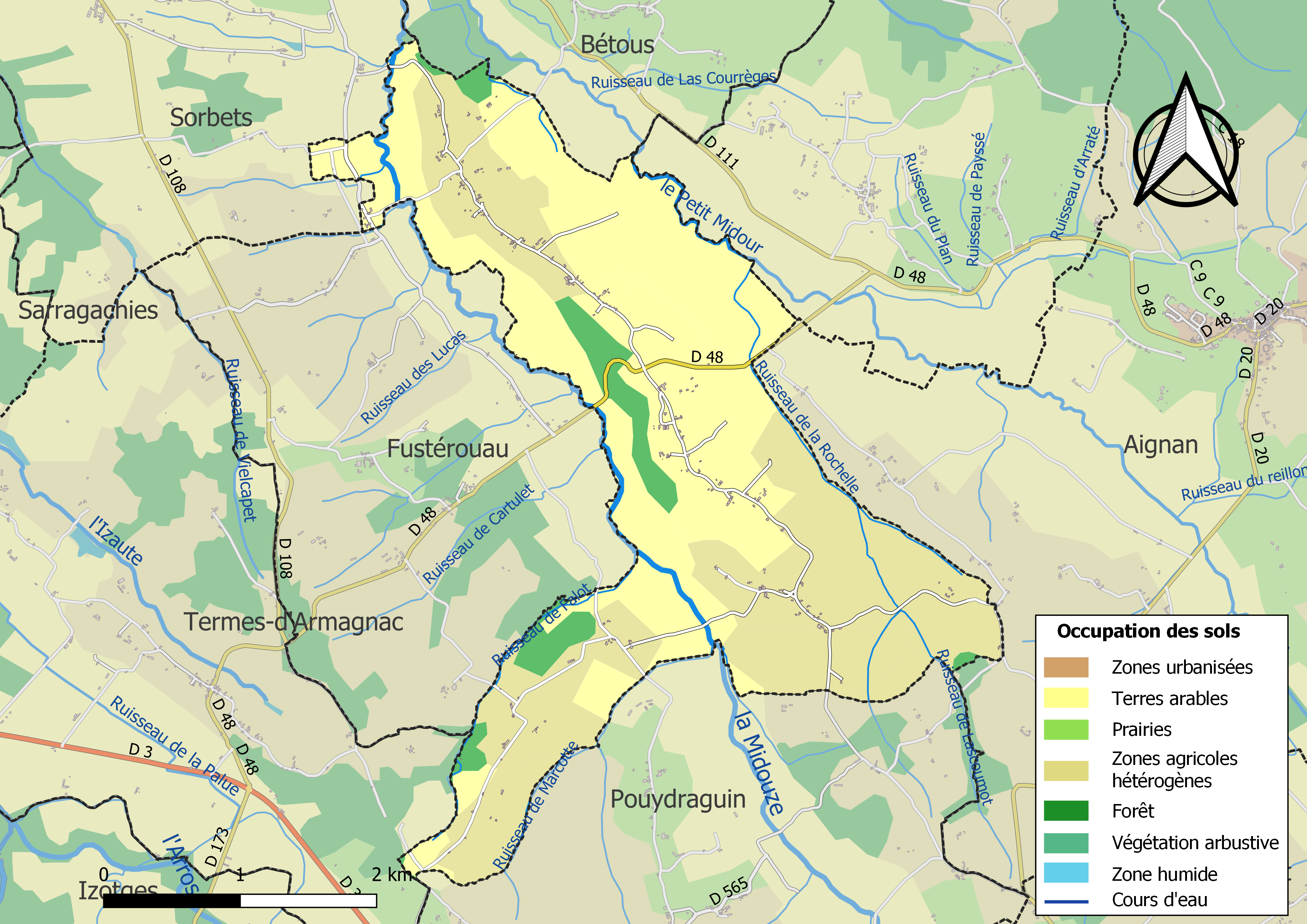
Carte des infrastructures et de l'occupation des sols de la commune en 2018 (CLC).

### Risques majeurs
Le territoire de la commune de Bouzon-Gellenave est vulnérable à différents aléas naturels : météorologiques (tempête, orage, neige, grand froid, canicule ou sécheresse) et séisme (sismicité faible). Un site publié par le BRGM permet d'évaluer simplement et rapidement les risques d'un bien localisé soit par son adresse soit par le numéro de sa parcelle.

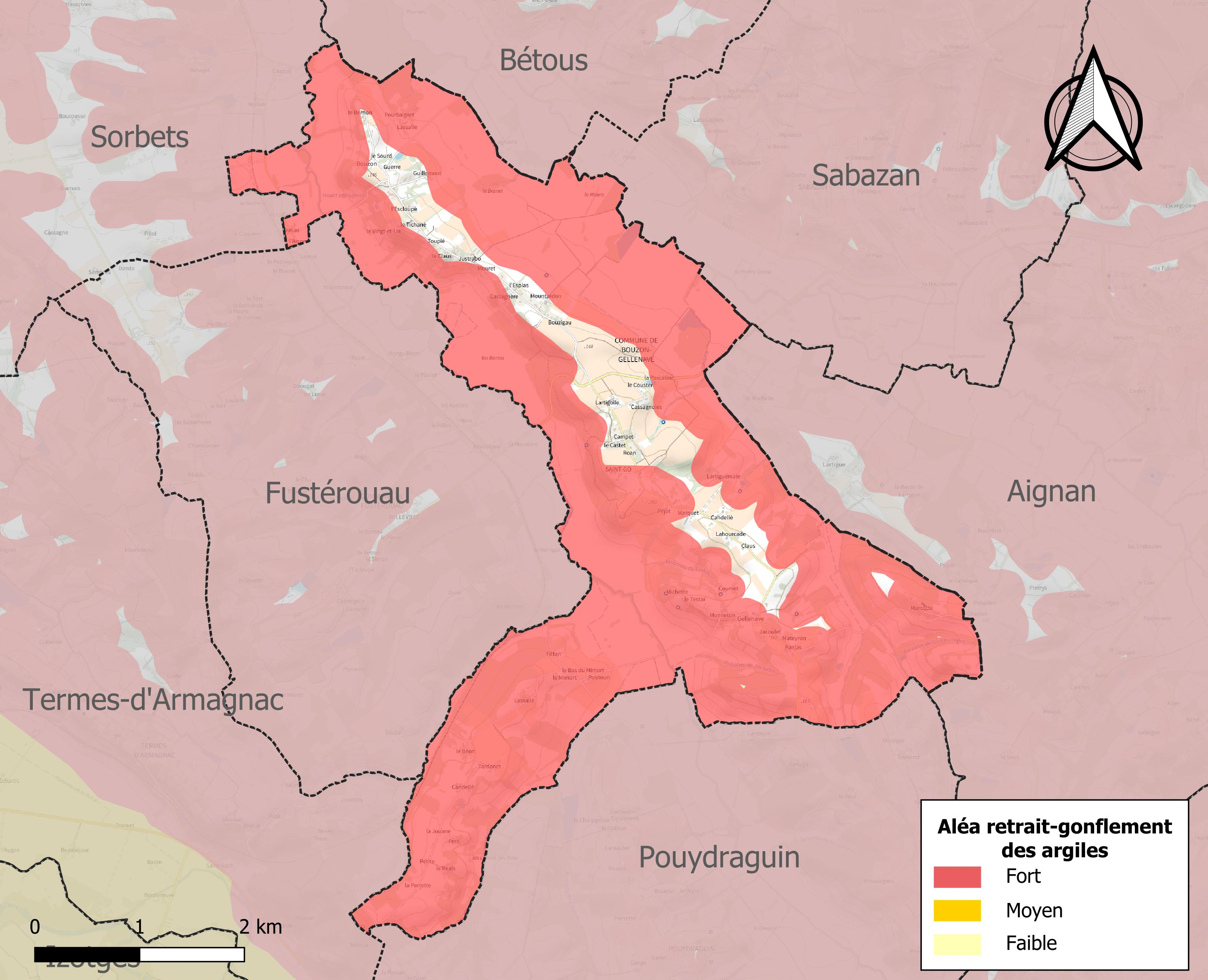
Carte des zones d'aléa retrait-gonflement des sols argileux de Bouzon-Gellenave.

Le retrait-gonflement des sols argileux est susceptible d'engendrer des dommages importants aux bâtiments en cas d’alternance de périodes de sécheresse et de pluie. 87,8 % de la superficie communale est en aléa moyen ou fort (94,5 % au niveau départemental et 48,5 % au niveau national). Sur les 104 bâtiments dénombrés sur la commune en 2019, 54 sont en aléa moyen ou fort, soit 52 %, à comparer aux 93 % au niveau départemental et 54 % au niveau national. Une cartographie de l'exposition du territoire national au retrait gonflement des sols argileux est disponible sur le site du BRGM,.
Par ailleurs, afin de mieux appréhender le risque d’affaissement de terrain, l'inventaire national des cavités souterraines permet de localiser celles situées sur la commune.
La commune a été reconnue en état de catastrophe naturelle au titre des dommages causés par les inondations et coulées de boue survenues en 1983, 1999 et 2009. Concernant les mouvements de terrains, la commune a été reconnue en état de catastrophe naturelle au titre des dommages causés par la sécheresse en 1989, 1992, 1993 et 1998 et par des mouvements de terrain en 1999.

## Histoire
C'est une commune formée de quatre paroisses ayant fusionné au XIXe siècle, à savoir Bouzon, Gellenave, Mimort et Saint-Go.
Durant la Seconde Guerre mondiale, le domaine de Saint-Go, berceau du Bataillon de l'Armagnac fut un haut-lieu de la Résistance. En 1941, Maurice Parisot, haut fonctionnaire révoqué par Vichy en tant que résistant, prend la gérance du domaine agricole de Saint-Go et s’y installe avec toute sa famille ; outre Saint-Go, il gère une dizaine d’autres propriétés dans le Sud-Ouest ce qui lui permet d’obtenir toutes les autorisations nécessaires pour circuler librement.
Capitaine de réserve d’infanterie il décide, dès son arrivée à Saint-Go, d’utiliser l’expérience acquise à la toute fin de la Première Guerre mondiale pour constituer dans la clandestinité une unité militaire et la mener au combat contre l’occupant : ce sera le Bataillon de l’Armagnac.
Maurice Parisot étudie d’abord son environnement encore largement favorable à Vichy ; il observe, écoute, scrute son entourage. Il prend contact avec des réfugiés lorrains et alsaciens et des militaires opposés au régime de Vichy qui souhaitent continuer la lutte, tel Maurice Moreau. Il prend aussi contact avec les gens du lieu, dont Abel Sempé d’Aignan, futur sénateur du Gers, Jean Laborde, futur député-maire d’Auch, Jean Ducos, maire de Bouzon-Gellenave, etc.
C’est au château de Saint-Go que se prépare et s’organise dès 1942, dans la clandestinité, le Bataillon de l’Armagnac, qui va devenir une grande unité équipée, armée, instruite, prête au combat pour chasser l’occupant. Il y a beaucoup de mouvements, d’allées et venues, de contacts, de rencontres décisives mais l’organisation et la confiance mutuelle permettent de garder le secret. Le Bataillon de l’Armagnac est né à Saint-Go sur « cette colline enchantée », comme l’appellera le sénateur Abel Sempé dans ses mémoires.
Maurice Parisot est en liaison avec le mouvement Combat, l’Organisation de résistance de l'Armée (ORA) et l’Armée Secrète (AS) mais il tient à son indépendance. Affilié au commandement territorial de l’AS, puis aux Forces Françaises de l’Intérieur (FFI), commandées en 1944 à Toulouse par Serge Ravanel, il leur sera toujours parfaitement loyal.
Dès 1943, un parachutage est réalisé par le BCRA sur le domaine de Saint-Go ; les armes sont aussitôt emportées et cachées à proximité dans la chapelle romane du Bouzonnet. En 1944, les parachutages se multiplient grâce au Special Operations Executive (SOE) britannique ; cette organisation est dirigée localement par le colonel George Starr, dit « Hilaire » fondateur du réseau Weelright, qui trouvera refuge auprès du Bataillon de l’Armagnac à Avéron-Bergelle après l’attaque de son PC à Castelnau-sur-l’Auvignon le 21 juin 1944.
Le 6 juin 1944, des camions partent de Saint-Go et rejoignent Panjas où le curé de la paroisse, l’abbé Talès, farouche anti-Nazi, a préparé l’accueil de plus de 500 maquisards venus de toutes parts sous l’autorité du capitaine Parisot. Jeanne son épouse, restée à Saint-Go, passe trois jours émouvants à inscrire des volontaires qui rejoignent ceux qui sont déjà formés. Ils seront plus de 1000 en quelques jours.
Le 3 août, une voiture d’officiers allemands et deux camions pénètrent dans la propriété de Saint-Go en début d’après-midi. Ils mettent le personnel en joue devant un mur, mais n’exécutent personne ; seul un ouvrier en congé ce jour-là sera tué à Termes-d’Armagnac. Josepha, jeune Polonaise courageuse, a juste le temps d’aider Serge Taesch, blessé au combat, à se cacher dans le foin au-dessus de l’écurie. Les Allemands vident la maison, chargent les camions et boivent beaucoup d’armagnac… Ils s’en vont après avoir mis le feu au château et s’être assurés que le bâtiment était totalement détruit. Heureusement, Maurice Parisot était à son PC d’Avéron-Bergelle, Jeanne Parisot à Auch et Françoise, leur fille, chez des amis. À l’annonce de la destruction du château, la réaction spontanée de Maurice Parisot sera seulement de dire : "Cela simplifiera (les choses) pour le prochain déménagement".
Le 6 septembre 1944, après de nombreux engagements toujours victorieux à Estang et Aire-sur-l’Adour par exemple, et après le mémorable combat de L’Isle-Jourdain qui anéantit la colonne des Allemands quittant le Gers, le lieutenant-colonel Parisot est tué près de Toulouse, sur le terrain d’atterrissage de fortune de Francazal, par l’hélice d’un avion en provenance d’Afrique du Nord ; il avait 44 ans.
Des obsèques grandioses sont célébrées dans la cathédrale d’Auch ; après les remises de décorations et le défilé de troupes devant la mairie, le convoi funèbre rejoint le cimetière de Saint-Go où le lieutenant-colonel Parisot est inhumé.
Le lieutenant-colonel Monnet, son adjoint, lui succède à la tête du Bataillon devenu demi-brigade de l’Armagnac, puis Régiment Parisot ; il continuera le combat sur le front de l’Atlantique.
"… par le serment d’une cinquantaine d’hommes et de femmes venus de partout, Saint-Go fût le cœur, l’âme, le fer des audaces qui font les héros. Il n’est pas une ferme autour de cette colline enchantée qui ne connût autre chose que l’amour du combat et la foi en la Résistance". (Abel Sempé, "La colline enchantée" in Au service de l’économie et de la liberté en Gascogne, 1980.)
Un Espace Parisot a été inauguré par la Coopérative de Plaimont, actuelle propriétaire du domaine viticole, dans l’ancienne métairie, appelée Lartigolle. Celle-ci avait abrité en 1936-1937 de jeunes juifs en provenance d’Allemagne et d’Europe centrale qui fuyaient le nazisme et se préparaient à émigrer en Palestine. "L’esprit de résistance" régnait déjà à Saint-Go.

## Politique et administration
| Période                                  | Période            | Identité          | Étiquette | Qualité                              |
| ---------------------------------------- | ------------------ | ----------------- | --------- | ------------------------------------ |
| ?                                        | 1941 (révoqué)     | Jean Ducos        | ?         | Révoqué par le Gouvernement de Vichy |
| 2001                                     | 2014               | Nicole Duclos     | SE        |                                      |
| 2014                                     | 9 mai 2016 (décès) | Jean-Pierre Tison | DVD       | Retraité de l'enseignement           |
| 2016                                     | En cours           | Nicole Duclos     | SE        |                                      |
| Les données manquantes sont à compléter. |                    |                   |           |                                      |

## Population et société

### Démographie
L'évolution du nombre d'habitants est connue à travers les recensements de la population effectués dans la commune depuis 1793. Pour les communes de moins de 10 000 habitants, une enquête de recensement portant sur toute la population est réalisée tous les cinq ans, les populations de référence des années intermédiaires étant quant à elles estimées par interpolation ou extrapolation. Pour la commune, le premier recensement exhaustif entrant dans le cadre du nouveau dispositif a été réalisé en 2005.

En 2022, la commune comptait 163 habitants, en évolution de −15,54 % par rapport à 2016 (Gers : +1,04 %, France hors Mayotte : +2,11 %).
| 1793 | 1800 | 1806 | 1821 | 1831 | 1841 | 1846 | 1851 | 1856 |
| ---- | ---- | ---- | ---- | ---- | ---- | ---- | ---- | ---- |
| 151  | 146  | 172  | 222  | 588  | 562  | 539  | 538  | 524  |

| 1861 | 1866 | 1872 | 1876 | 1881 | 1886 | 1891 | 1896 | 1901 |
| ---- | ---- | ---- | ---- | ---- | ---- | ---- | ---- | ---- |
| 523  | 516  | 504  | 471  | 518  | 505  | 546  | 511  | 457  |

| 1906 | 1911 | 1921 | 1926 | 1931 | 1936 | 1946 | 1954 | 1962 |
| ---- | ---- | ---- | ---- | ---- | ---- | ---- | ---- | ---- |
| 422  | 341  | 301  | 306  | 285  | 263  | 246  | 236  | 213  |

| 1968 | 1975 | 1982 | 1990 | 1999 | 2005 | 2006 | 2010 | 2015 |
| ---- | ---- | ---- | ---- | ---- | ---- | ---- | ---- | ---- |
| 190  | 175  | 181  | 176  | 167  | 181  | 186  | 192  | 192  |

| 2020 | 2022 | - | - | - | - | - | - | - |
| ---- | ---- | - | - | - | - | - | - | - |
| 165  | 163  | - | - | - | - | - | - | - |

### Manifestations culturelles et festivités
- Fête : 1er dimanche de juillet[26].

## Économie

### Revenus
En 2018  (données Insee publiées en septembre 2021), la commune compte 82 ménages fiscaux, regroupant 184 personnes. La médiane du revenu disponible par unité de consommation est de 22 050 € (20 820 € dans le département).

### Emploi
|                | 2008  | 2013  | 2018   |
| -------------- | ----- | ----- | ------ |
| Commune        | 2,7 % | 9,5 % | 10,5 % |
| Département    | 6,1 % | 7,5 % | 8,2 %  |
| France entière | 8,3 % | 10 %  | 10 %   |

En 2018, la population âgée de 15 à 64 ans s'élève à 106 personnes, parmi lesquelles on compte 73,7 % d'actifs (63,2 % ayant un emploi et 10,5 % de chômeurs) et 26,3 % d'inactifs,. En  2018, le taux de chômage communal (au sens du recensement) des 15-64 ans est supérieur à celui du département et de la France, alors qu'en 2008 la situation était inverse.
La commune est hors attraction des villes,. Elle compte 24 emplois en 2018, contre 38 en 2013 et 35 en 2008. Le nombre d'actifs ayant un emploi résidant dans la commune est de 70, soit un indicateur de concentration d'emploi de 33,6 % et un taux d'activité parmi les 15 ans ou plus de 49,3 %.
Sur ces 70 actifs de 15 ans ou plus ayant un emploi, 16 travaillent dans la commune, soit 22 % des habitants. Pour se rendre au travail, 95,2 % des habitants utilisent un véhicule personnel ou de fonction à quatre roues, 1,6 % s'y rendent en deux-roues, à vélo ou à pied et 3,2 % n'ont pas besoin de transport (travail au domicile).

### Activités hors agriculture
11 établissements sont implantés  à Bouzon-Gellenave au 31 décembre 2019.
Le secteur du commerce de gros et de détail, des transports, de l'hébergement et de la restauration est prépondérant sur la commune puisqu'il représente 36,4 % du nombre total d'établissements de la commune (4 sur les 11 entreprises implantées  à Bouzon-Gellenave), contre 27,7 % au niveau départemental.

### Agriculture
La commune est dans le Bas-Armagnac, une petite région agricole occupant une partie ouest du département du Gers. En 2020, l'orientation technico-économique de l'agriculture  sur la commune est la viticulture.
|               | 1988 | 2000 | 2010 | 2020 |
| ------------- | ---- | ---- | ---- | ---- |
| Exploitations | 28   | 18   | 19   | 17   |
| SAU (ha)      | 853  | 809  | 749  | 666  |

Le nombre d'exploitations agricoles en activité et ayant leur siège dans la commune est passé de 28 lors du recensement agricole de 1988  à 18 en 2000 puis à 19 en 2010 et enfin à 17 en 2020, soit une baisse de 39 % en 32 ans. Le même mouvement est observé à l'échelle du département qui a perdu pendant cette période 51 % de ses exploitations,. La surface agricole utilisée sur la commune a également diminué, passant de 853 ha en 1988 à 666 ha en 2020. Parallèlement la surface agricole utilisée moyenne par exploitation a augmenté, passant de 30 à 39 ha.

## Culture locale et patrimoine

### Lieux et monuments
- Le grand tumulus à Saint-Go.
- L'église Saint-Martin de Bouzon, de style roman et datant du XIIe siècle. Elle a été très remaniée. Son chevet circulaire est éclairé par trois fenêtres primitives en plein cintre et très étroites. Sa voûte en cul-de-four a été refaite au XIXe siècle.
- Église Saint-Fris de Saint-Go.
- L'église Saint-Pierre de Gellenave, de style roman. Elle est située près du Midour, sur un verdoyant coteau. Elle possède un chrisme et abrite un mobilier classique.

La chapelle de Bouzonnet

Elle a été sauvée récemment des ruines. C'est une petite église de campagne du XIIe siècle. Elle est construite en grand appareil de pierre. Son chevet est semi-circulaire. Il est éclairé par une fenêtre axiale avec archivolte à damiers reposant sur des modillons sculptés. À l'intérieur, l'abside a conservé sa voûte en cul-de-four de pierre. La chapelle est inscrite à l'inventaire des monuments historiques depuis 1975.

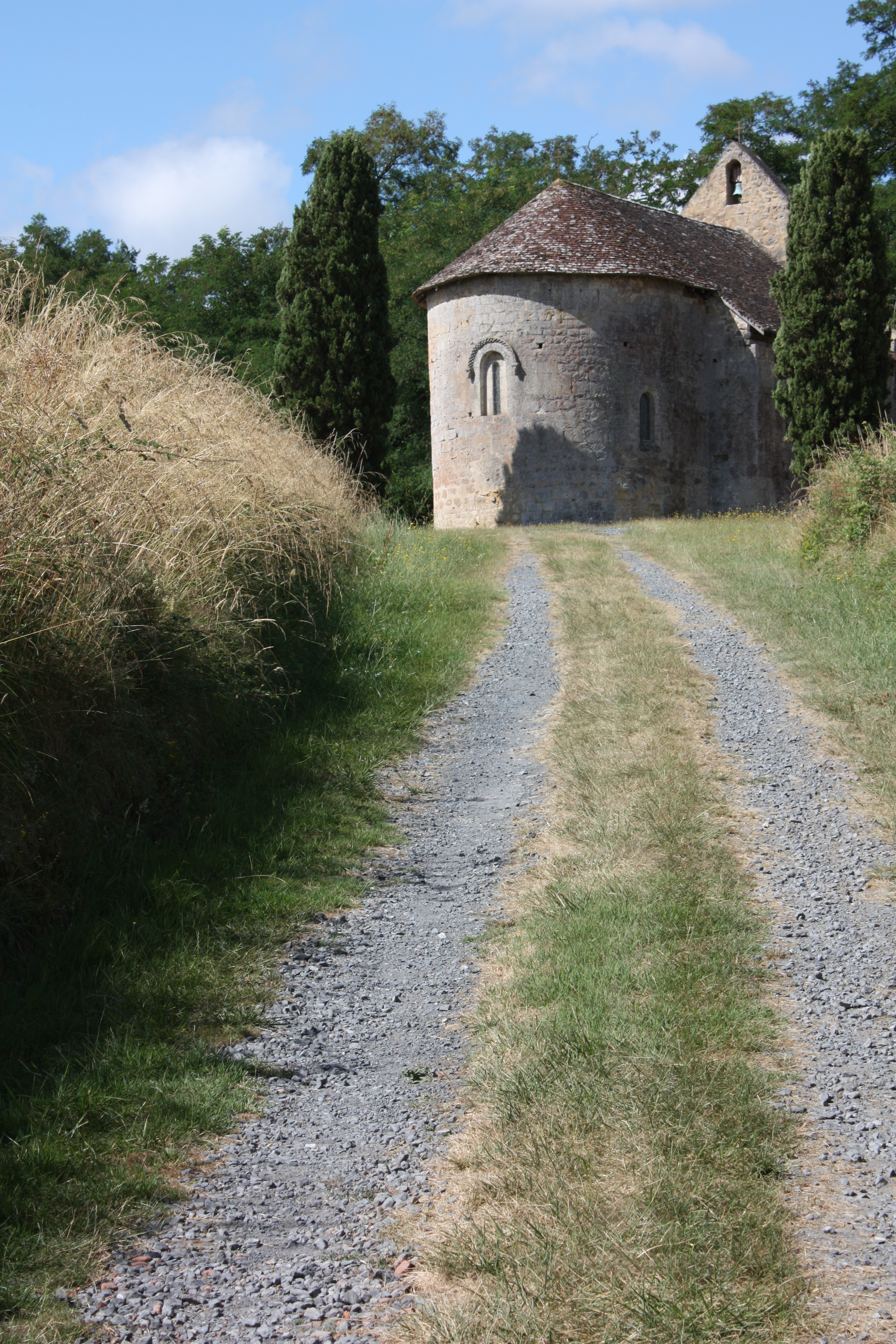
Chapelle de Bouzonnet
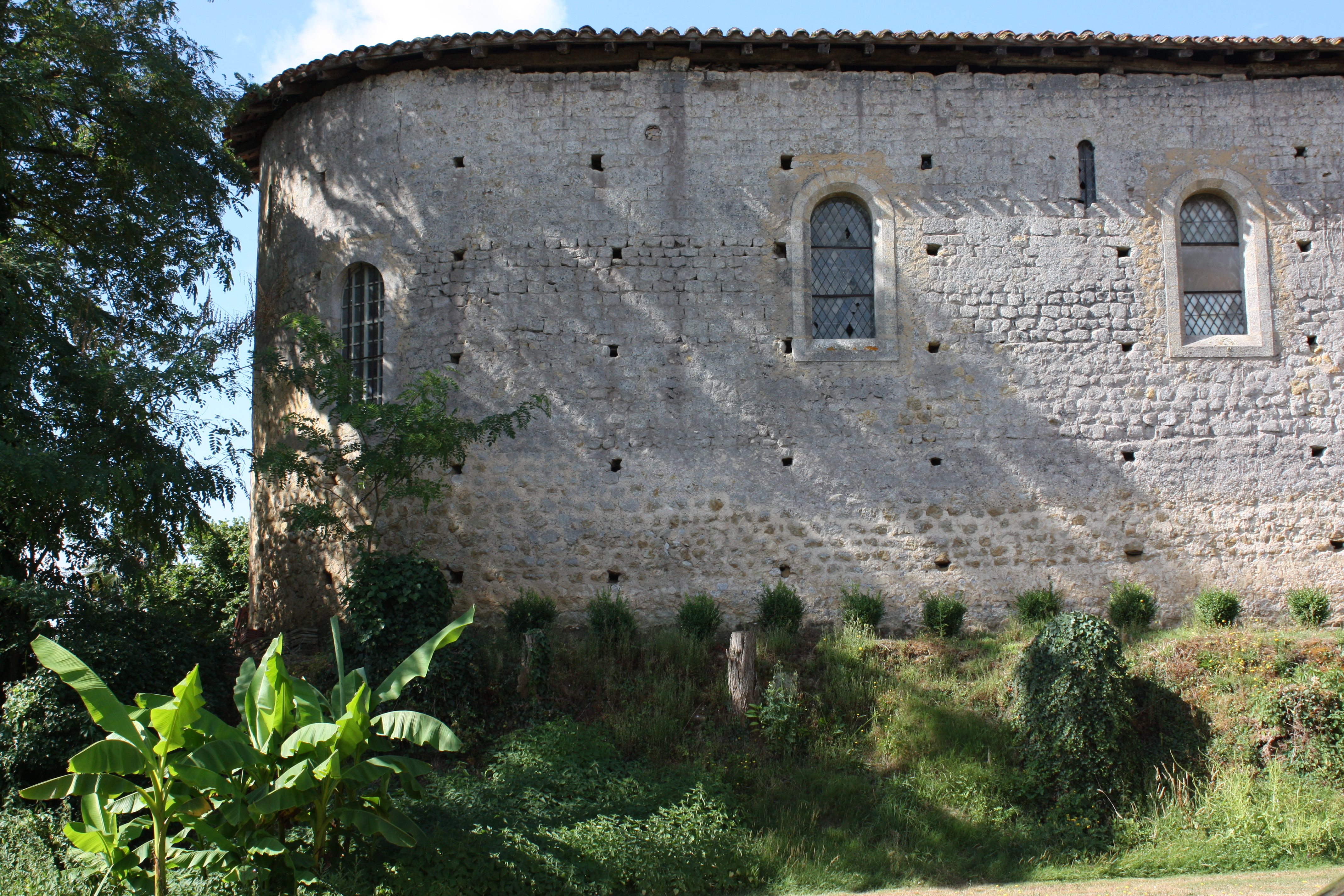
Église Saint-Martin de Bouzon

### Personnalités liées à la commune
- Lieutenant-colonel Maurice Parisot